# Дерби (Ајова)
Дерби (енгл. Derby) град је у америчкој савезној држави Ајова. По попису становништва из 2010. у њему је живело 115 становника.

## Демографија
Према попису становништва из 2010. у граду је живело 115 становника, што је -16 (-12.2%) становника више него 2000. године.
| Група             | 2000.        | 2010.       |
| Белци             | 131 (100.0%) | 114 (99,1%) |
| Афроамериканци    | 0 (0,0%)     | 0 (0,0%)    |
| Азијати           | 0 (0,0%)     | 0 (0,0%)    |
| Хиспаноамериканци | 0 (0,0%)     | 0 (0,0%)    |
| Укупно            | 131          | 115         |